# Okres Ústí nad Labem
Okres Ústí nad Labem (deutsch: Bezirk Aussig) ist der kleinste Bezirk der Region Ústecký kraj in Tschechien. Der Bezirk befindet sich in Nordböhmen zwischen dem Osterzgebirge, der Böhmischen Schweiz und dem Böhmischen Mittelgebirge.
Die Okresy waren in etwa vergleichbar mit den Landkreisen in Deutschland und wurden zum 1. Januar 2003 als Gebietskörperschaften aufgelöst.
Auf 404 km² leben in 23 Gemeinden mit 103 Ortsteilen, davon drei Städten (Ústí nad Labem, Chabařovice und Trmice) 118.839 Einwohner (Stand 1. Januar 2023). Die Bevölkerungsdichte ist die viertgrößte Tschechiens. 31 % der Fläche bedecken Wälder, 45 % wird landwirtschaftlich genutzt.
Die wirtschaftliche Entwicklung hängt eng mit der Entwicklung der Bezirks- und Kreisstadt Ústí nad Labem (Aussig) zusammen. Schlüsselbranchen sind die chemische Industrie, Energiewirtschaft und Verkehr.

## Historische Gebäude und Sehenswürdigkeiten

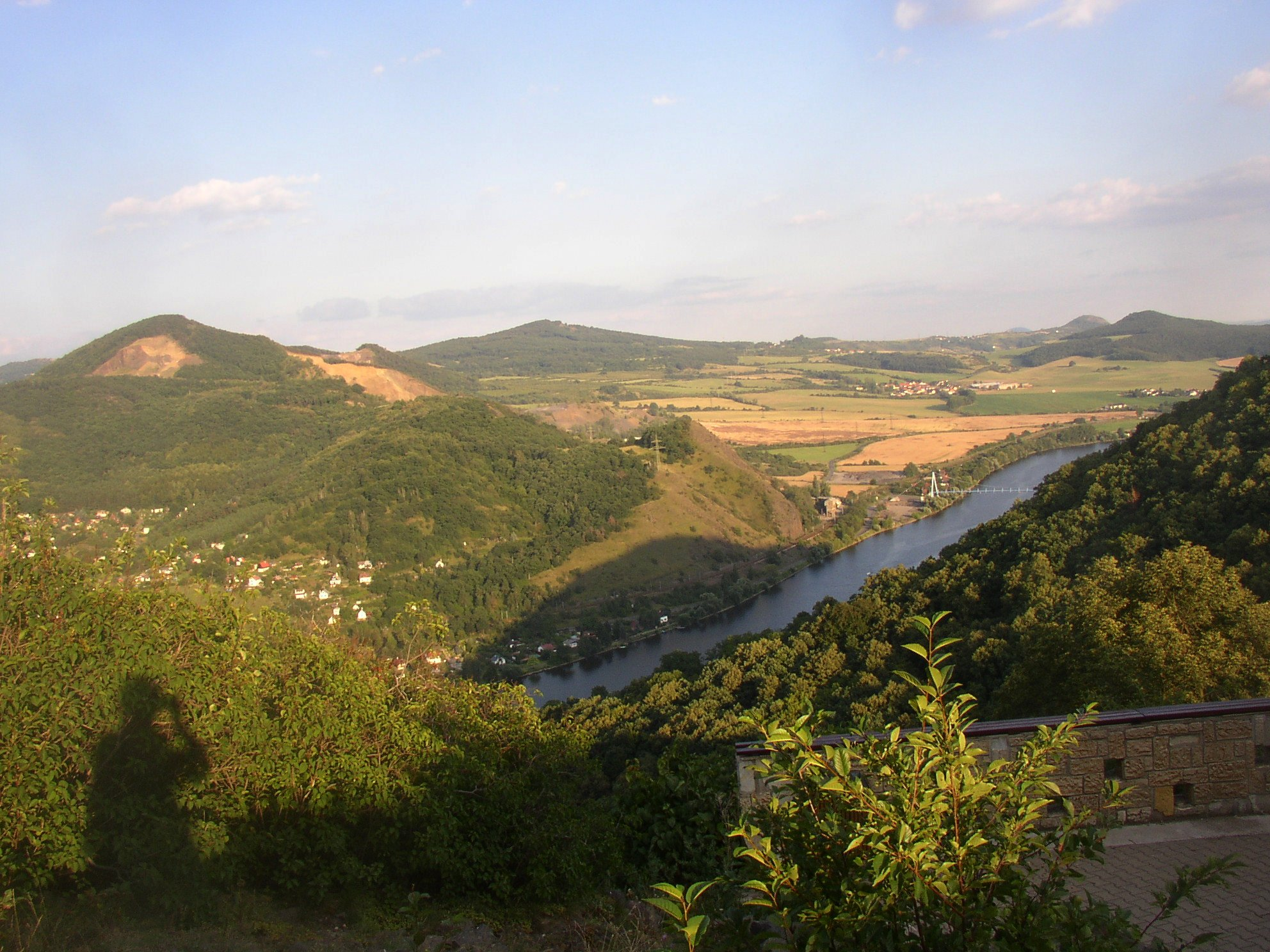
Dubitzer Aussicht

- An die Zeit der Hussitenkriege und die Schlacht bei Aussig 1426 wird in Běháně erinnert.
- Bei Přestanov (Priesten), Stradov (Straden), Chlumec (Kulm) und Varvažov (Arbesau) fanden Schlachten gegen Napoléon Bonaparte im Jahr 1813 statt.
- Schloss Krásné Březno (Schönpriesen)
- In Stadice (Staditz) wird am Královské pole (Königsfeld) an das böhmische Herrschergeschlecht der Přemysliden erinnert.
- Ruine der Burg Střekov (Schreckenstein)
- An die Epoche der Renaissance erinnern die Kirchen in Svádov (Schwaden) und Valtířov (Waltire) mit Skulpturen von Steinmetzen aus Sachsen.
- Neugotisches Schloss in Trmice (Türmitz)
- Vom Dubitzer Kirchlein in Dubice (Gemeinde Řehlovice) bietet sich ein Panorama-Blick auf das Elbtal.
- In Ústí nad Labem (Aussig) zu besichtigten ist der Dom Mariä Himmelfahrt (1318), Kirche des Hl. Vojtěch mit dem Kloster der Dominikaner (1715–1730),

sowie das Stadttheater mit neoklassizistischen Teilen (1908–09).
- Schloss Velké Březno (Großpriesen) mit einem Garten mit seltenen exotischen Gehölzen

## Städte und Gemeinden

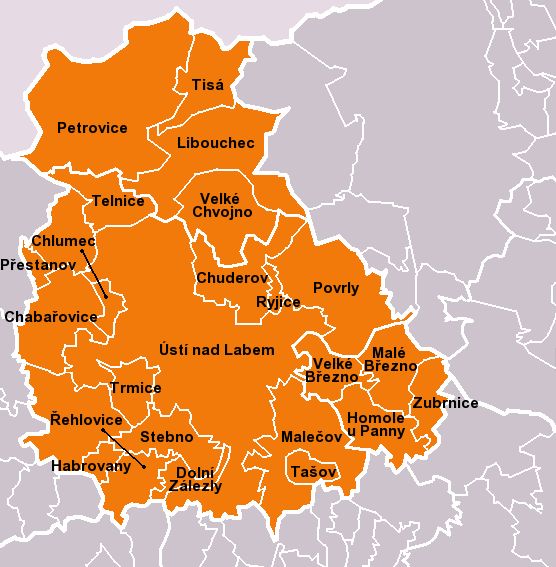
Städte und Gemeinden des Bezirks

Dolní Zálezly (Salesel) – Habrovany (Habrowan) – Homole u Panny (Hummel) – Chabařovice (Karbitz) – Chlumec (Kulm) – Chuderov (Groß-Kaudern) – Libouchec (Königswald) – Malé Březno (Kleinpriesen) – Malečov (Malschen) – Petrovice (Peterswald) – Povrly (Pömerle) – Přestanov (Priesten) – Ryjice (Reindlitz) – Řehlovice (Großtschochau) – Stebno (Stöben) – Tašov (Taschow) – Telnice (Tellnitz) – Tisá (Tyssa) – Trmice (Türmitz) – Ústí nad Labem (Aussig) – Velké Březno (Großpriesen) – Velké Chvojno (Böhmisch Kahn) – Zubrnice (Saubernitz)

## Geschichte
Der Okres Ústí nad Labem umfasst die historischen Gerichtsbezirke Außig und Karbitz.